# Plaza Loreto (Santiago de Chile)
La Plaza Loreto es un área verde de Santiago de Chile, ubicada en la avenida El Golf del barrio del mismo nombre, comuna de Las Condes. Popularmente se la llama plaza El Golf.

## Características
En el centro de la plaza hay una pileta o fuente que la divide en dos. En el lado sur están los juegos infantiles y en el norte, en su extremos, hay un busto de Ricardo Lyon, el empresario y político que era dueño de gran parte de lo que hoy es el barrio El Golf y quien en los años 1930 loteó su fundo San Luis, en parte de cuyo territorio se construyó el Club de Golf Los Leones, en cuya entrada prácticamente desemboca la avenida El Golf.
En los extremos norte y sur, en el lado oriente, están los dos acceso a la calle Nuestra Señora de Los Ángeles, que forma una semicircunferencia o medialuna, manzana de terreno que en su tiempo fue donada por la filántropa Loreto Cousiño  —hija de Luis Cousiño e Isidora Goyenechea y esposa de Ricardo Lyon— a la Congregación de los Agustinos de la Asunción, más conocida como los padres asuncionistas, para la construcción de la Iglesia de Nuestra Señora de los Ángeles. 
La plaza lleva su nombre precisamente en honor a la filántropa, y en ella desemboca la avenida Isidora Goyenechea, bautizada en homenaje a su madre. El nombre de la iglesia financiada por Loreto Cousiño fue elegido por ella, que era terciaria franciscana, a quien además se le debe las pinturas con que el tempo fue decorado, que encargó al fray Pedro Subercaseaux, pintor que había estado casado con Elvira Lyon (prima de su marido) antes de que la pareja decidiera consagrarse a la vida religiosa, ella entrando en un convento y él haciéndose benedictino. La construcción de la iglesia estuvo a cargo del arquitecto Óscar Mozó Merino, y fue terminada en diciembre de 1940.
La plaza tiene 6.800 metros cuadrados, 195 metros de largo y un ancho de solo 37 metros, ya que en realidad se trata del bandejón o separador central de la avenida donde se encuentra, por lo que posee sus extremos redondeados para permitir una mejor circulación de los vehículos que transitan por esa arteria. Las calzadas alrededor de la plaza son empedradas, mientras que antes y después de esta, donde la calle ya no tiene bandejón, el revestimiento es el normal de asfalto. En las aceras frente a la plaza hay castaños y en la plaza misma, coníferas, ceibo y otras especies arbóreas. 
A su alrededor hay interesantes edificios, realizados por conocidos arquitectos chilenos. En el acceso sur a la calle Nuestra Señora de los Ángeles se alzan, en su esquina suroriente el edificio de El Golf 99, de Cristián Boza, y en la esquina nororiente, el edificio corporativo del BCI, del Premio Nacional Borja Huidobro con la oficina de arquitectos A4 (Sebastián di Girólamo, Germán Zegers y Cristián Valdivieso). De este grupo de arquitectos son también los edificios Plaza de los Ángeles (esquina norponiente con Isidora Goyenecha), el corporativo del Grupo Angelina (esquina surponiente con Isidora Goyenechea, conocido asimismo como edificio Cruz del Sur), y las torres Puertas del Golf, en el norte de la plaza. Cabe citar también el edificio contiguo al Plaza de los Ángeles, en la acera poniente, de Alberto Sartori y al frente, en la acera oriente, el del también Premio Nacional Christian de Groote, ambos residenciales.
No debe ser confundida con la Plaza Loreto Cousiño, también bautizada en homenaje a la filántropa, que queda detrás de la parroquia del Sagrado Corazón de Jesús, en la vecina comuna de Providencia, entre las calles Juan de Dios Vial Correa (O), Eliodoro Yáñez (S), Carlos Silva Vidósola (E) y Las Hortensias (N).

## Galería

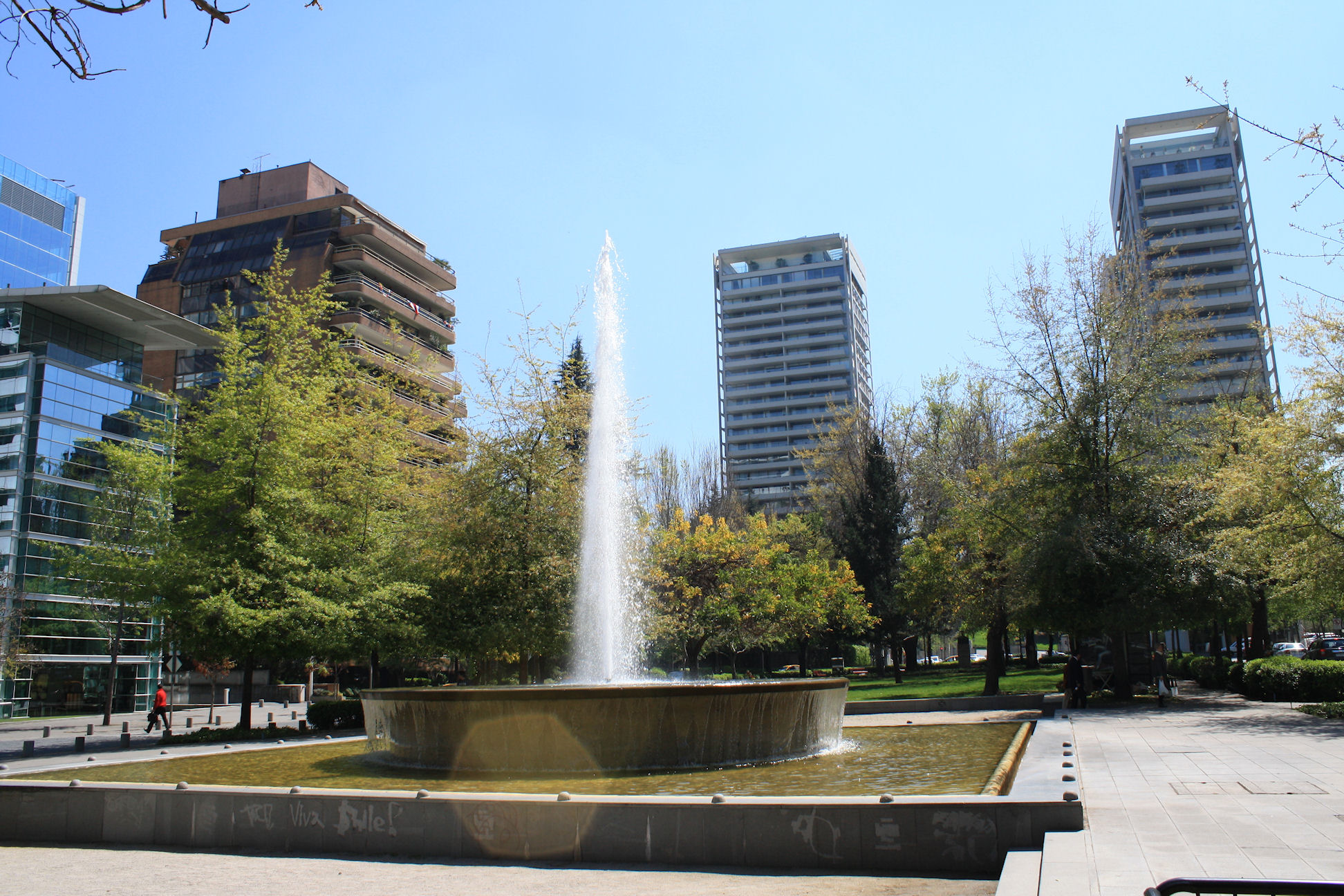
Vista hacia las Puertas del Golf (izq.: los edificios Plaza de los Ángeles y el residencial de Alberto Sartori)
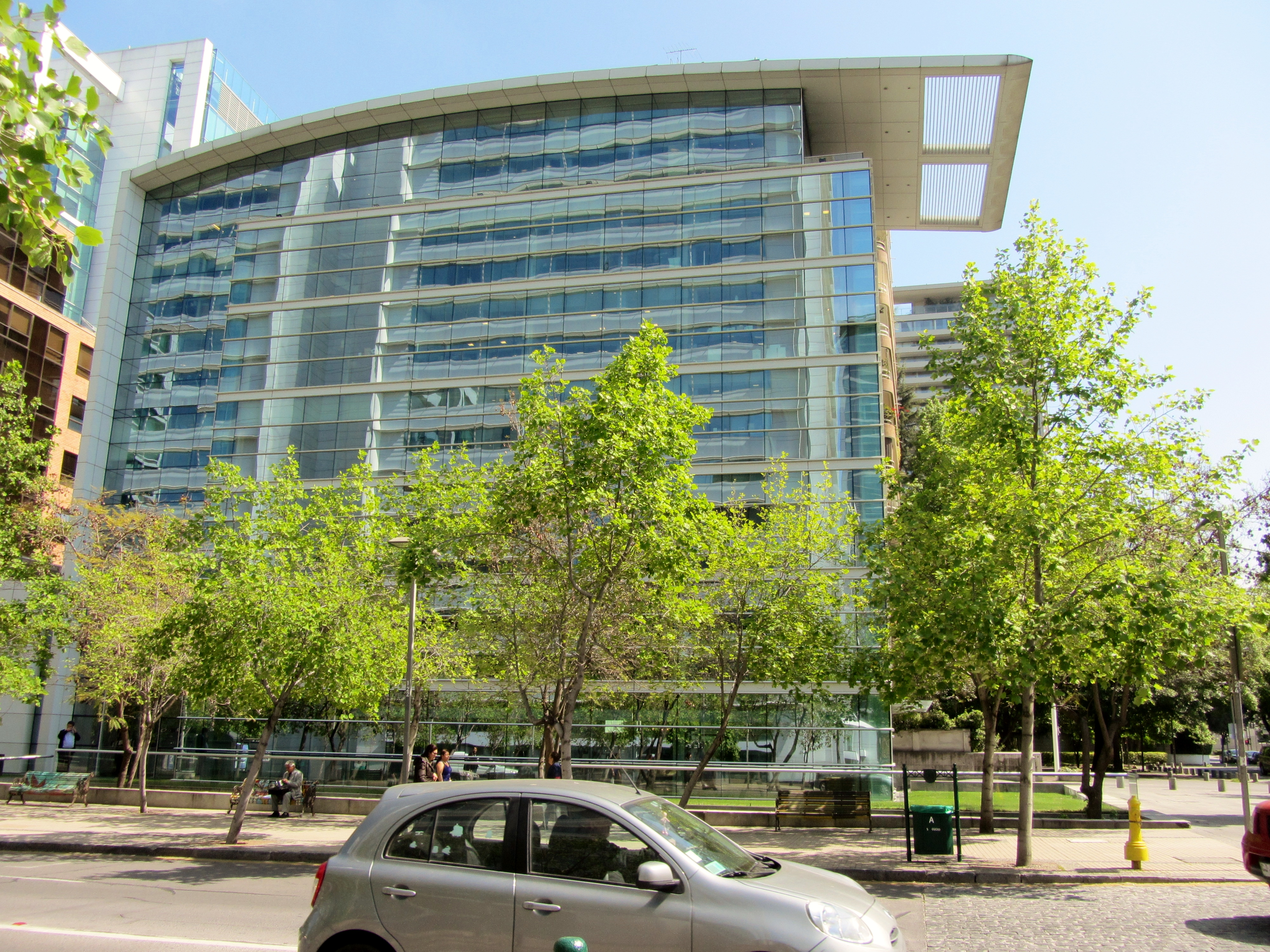
edificio Plaza de los Ángeles
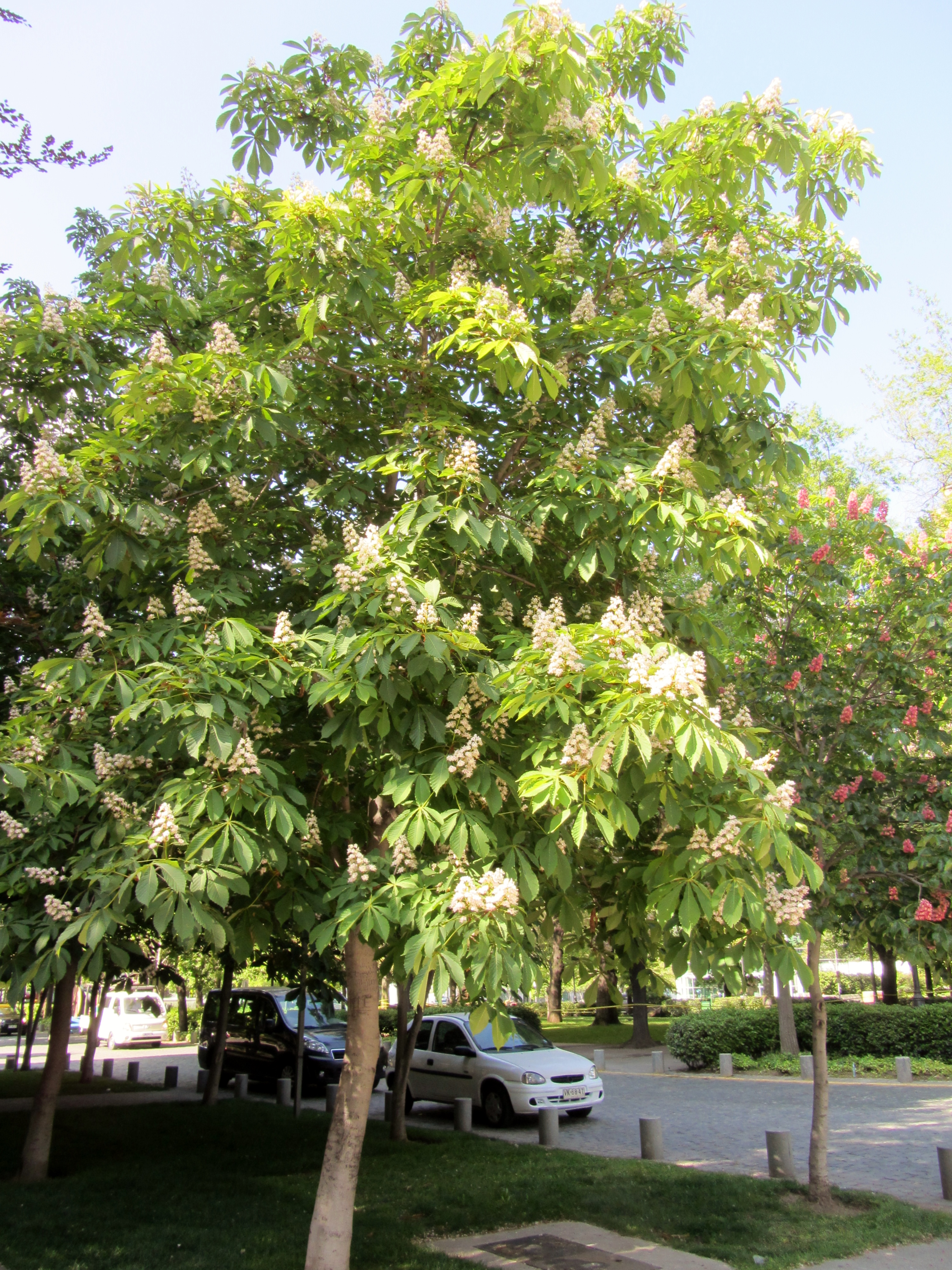
Castaños en flor en avenida El Golf
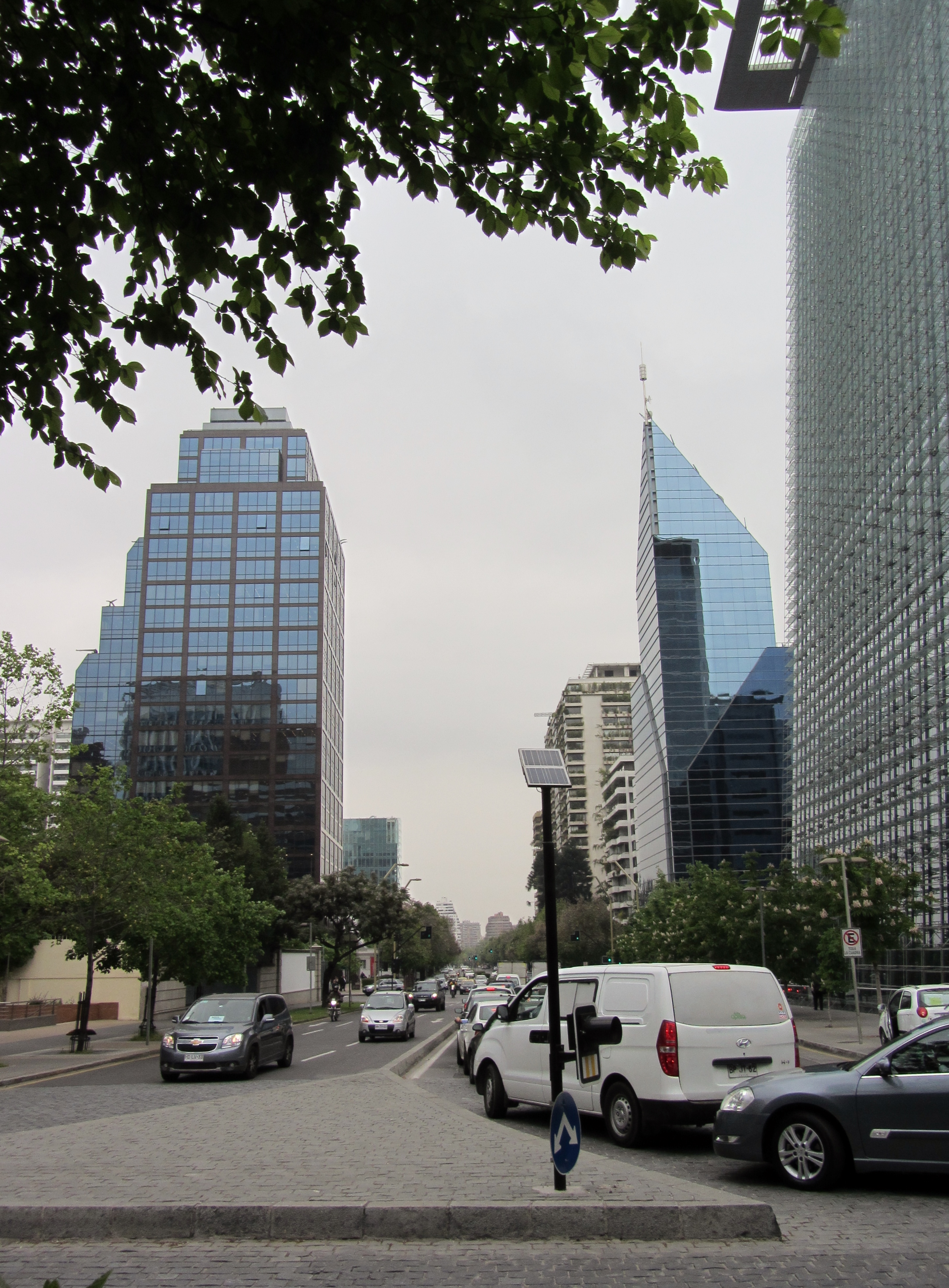
Mirando hacia Apoquindo
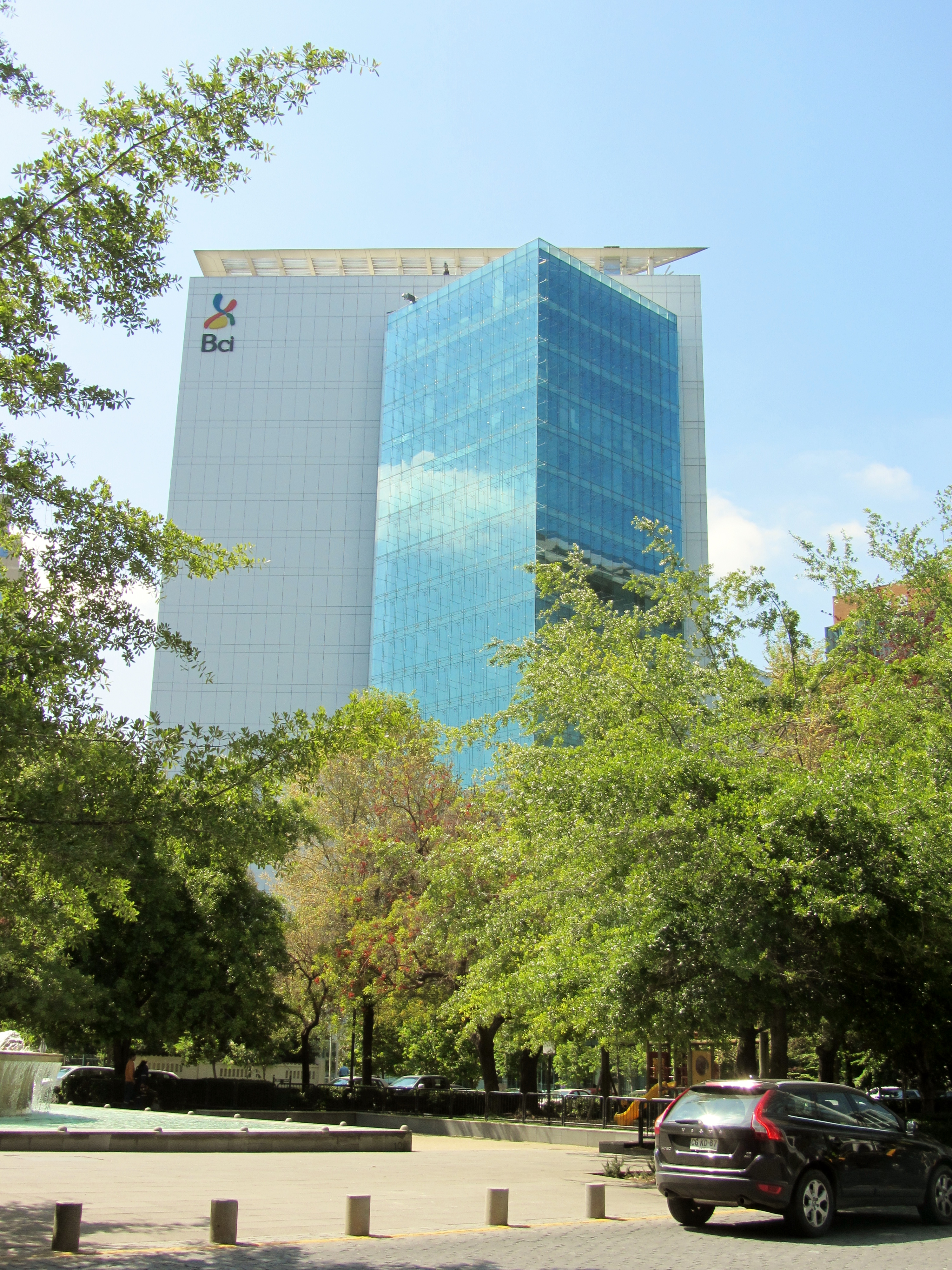
Vista a la avenida El Golf, la plaza Loreto y el BCI
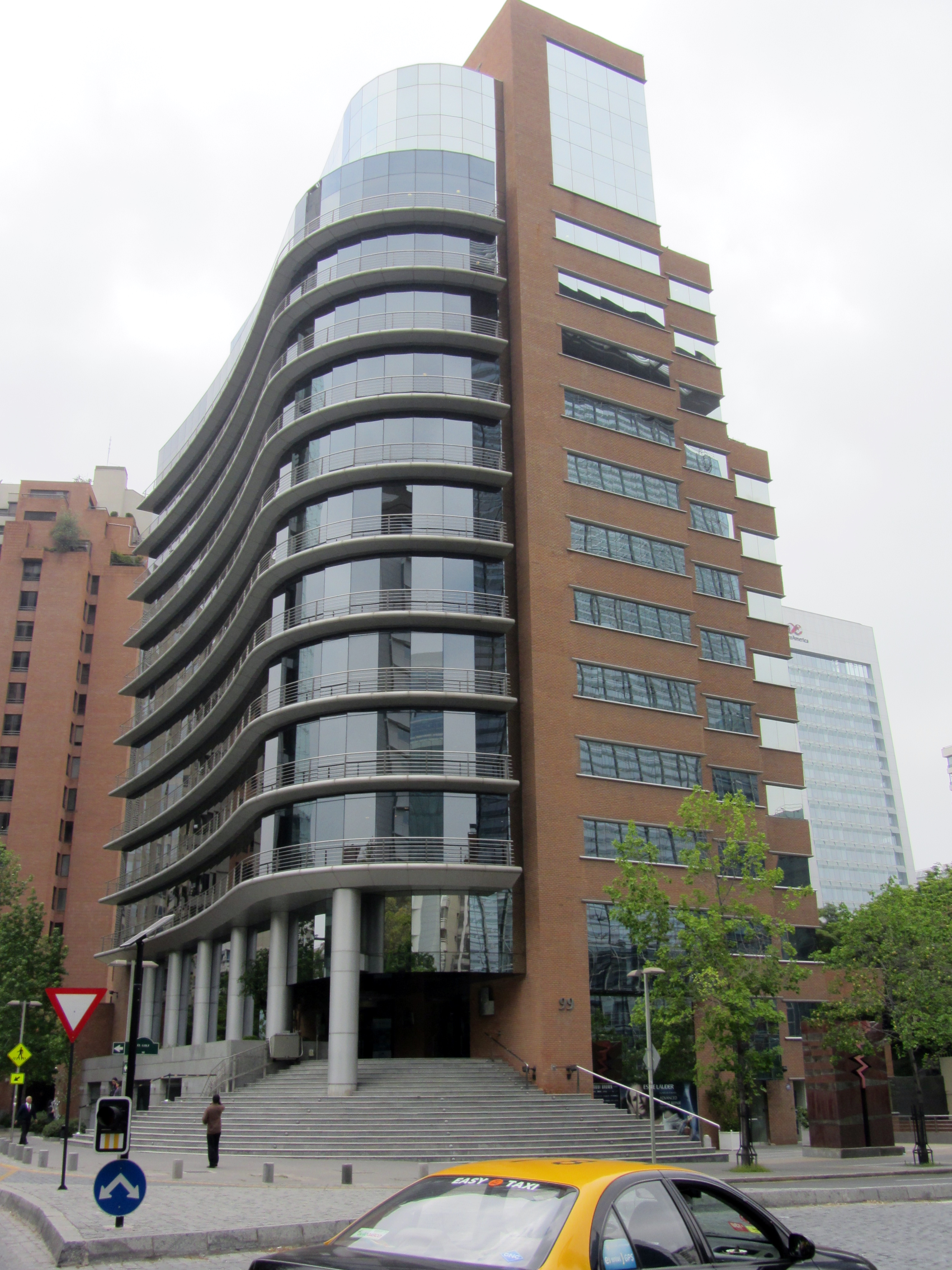
El Golf 99, de Cristián Boza
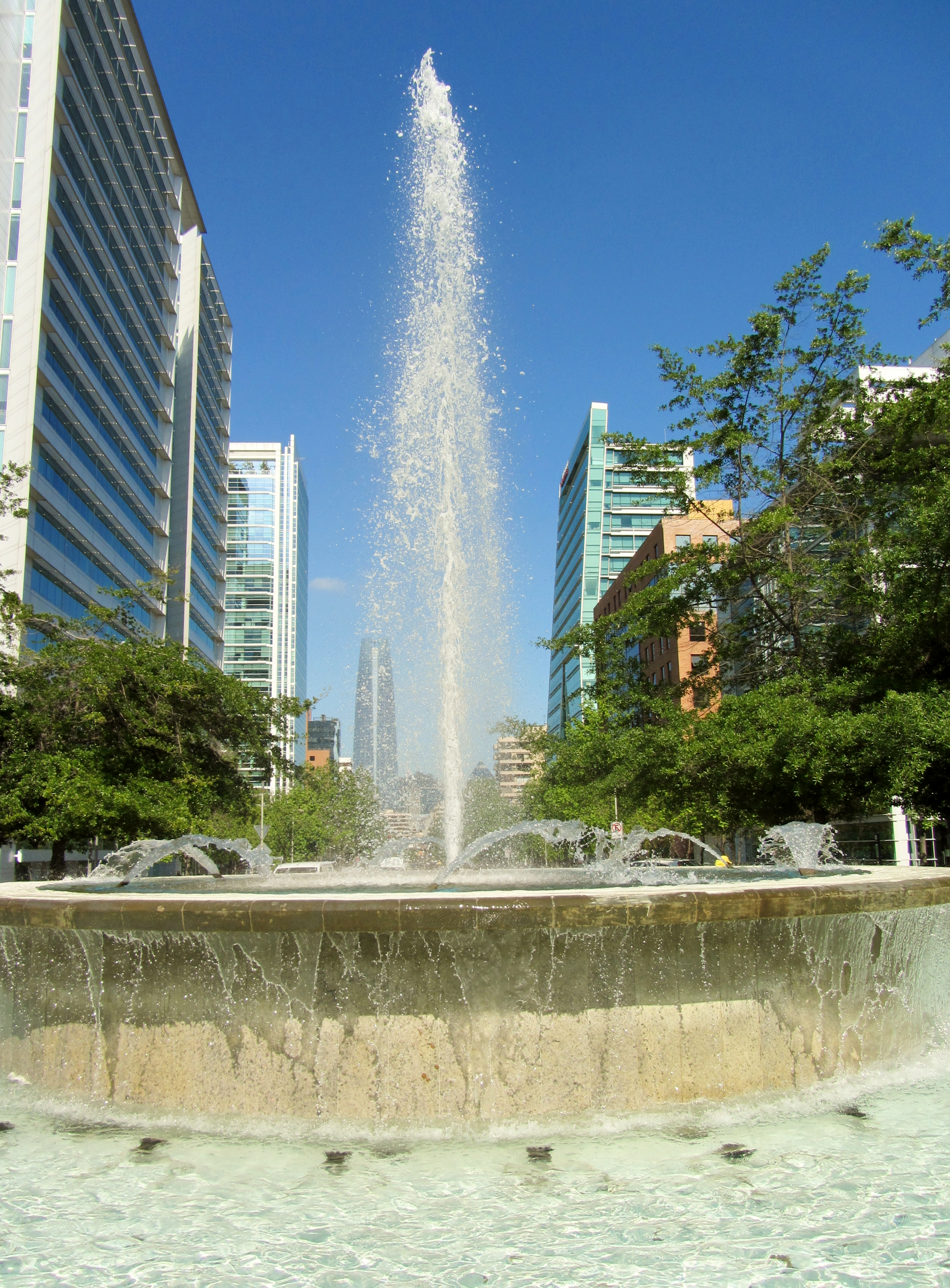
Mirando hacia Isidora Goyenechea
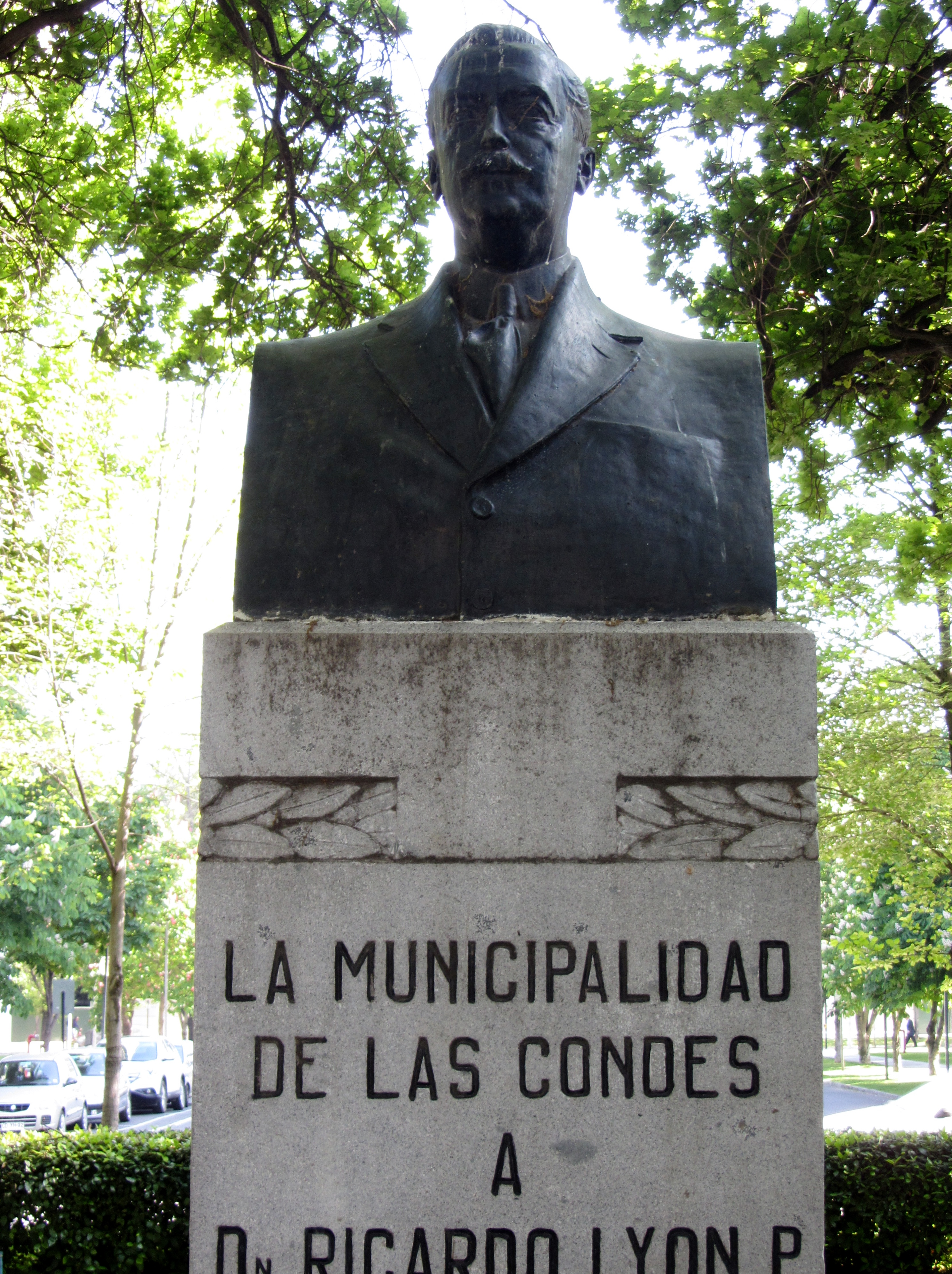
Busto de Ricardo Lyon
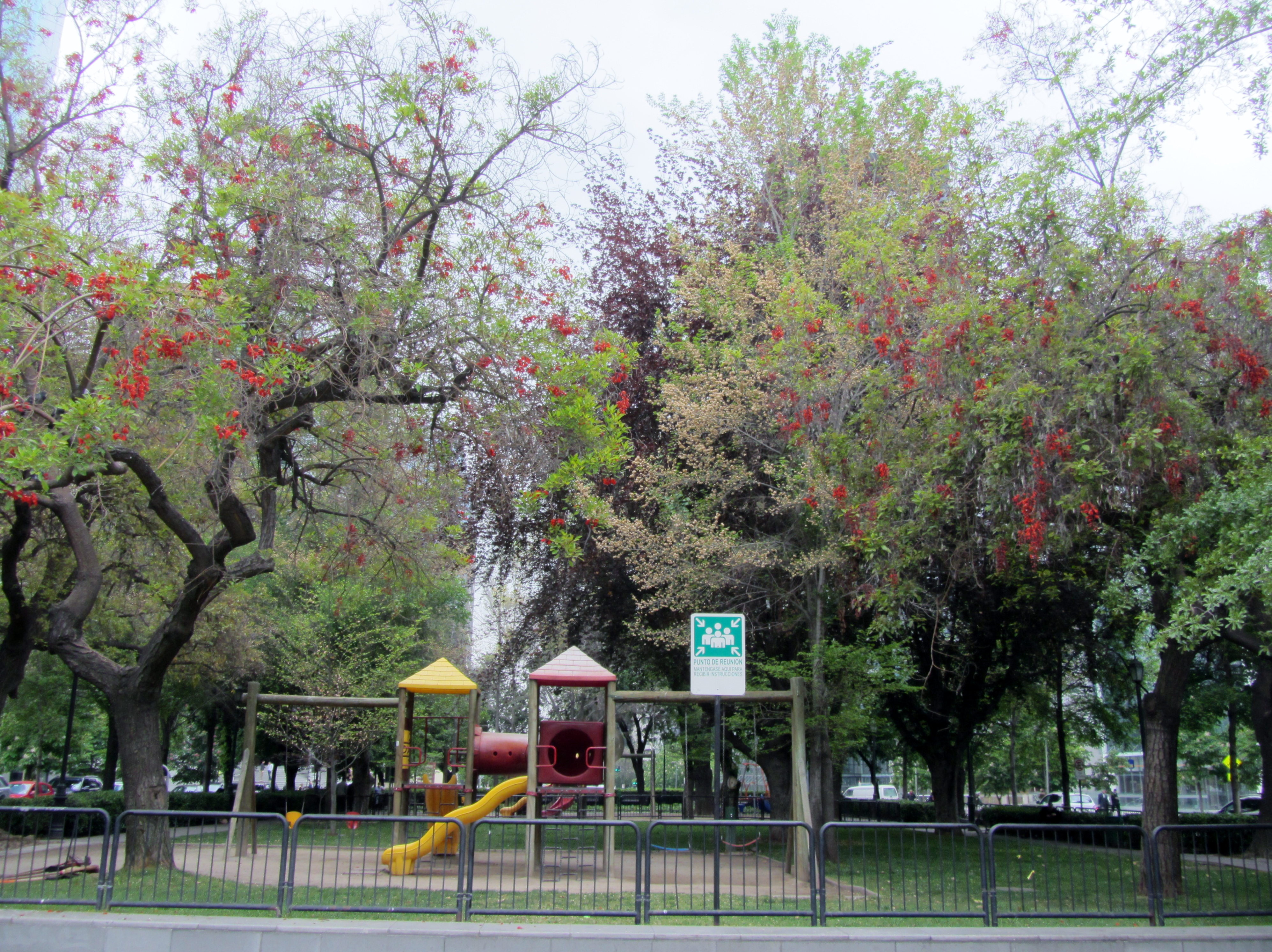
Juegos rodeados de ceibos en la plaza
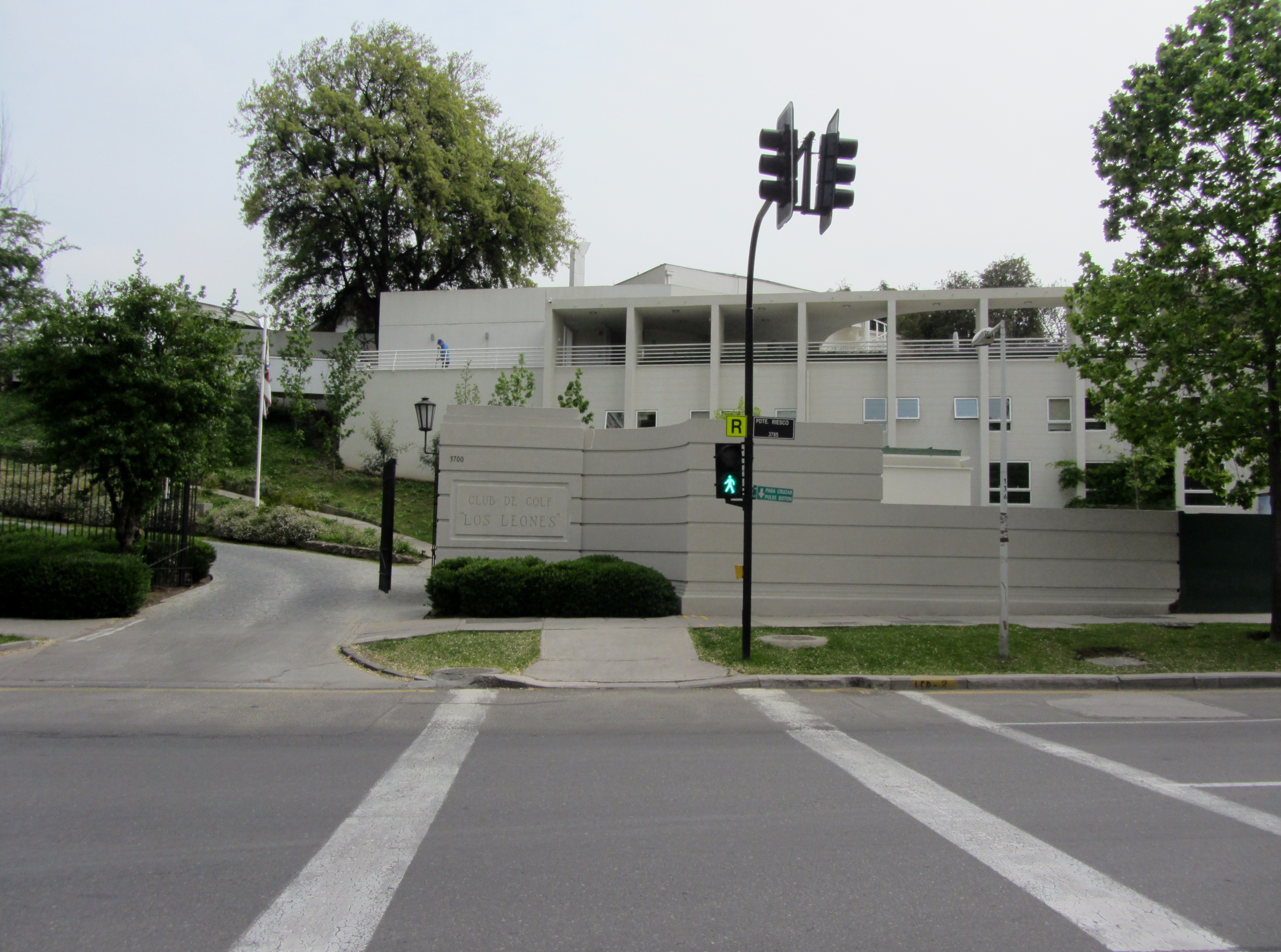
Entrada al Club de Golf Los Leones